# قرار مجلس الأمن التابع للأمم المتحدة رقم 1596
قرار مجلس الأمن التابع للأمم المتحدة رقم 1596، المتخذ بالإجماع في 18 نيسان / أبريل 2005، بعد الإشارة إلى جميع القرارات السابقة بشأن الحالة في جمهورية الكونغو الديمقراطية، بما في ذلك القرارات 1493 (2003) و1533 (2004) و1552 (2004) و1565 (2004) و1592 (2005)، قام المجلس بتوسيع نطاق حظر الأسلحة ليشمل جميع المستفيدين من الأسلحة في البلاد، وفرض حظر السفر وتجميد الأصول على من ينتهكون الحظر.
وقد قامت فرنسا بصياغة القرار.

## القرار

### أعمال
بموجب الفصل السابع من ميثاق الأمم المتحدة، وسع المجلس نطاق حظر توريد الأسلحة إلى الجماعات المسلحة والمليشيات ليشمل جميع المستفيدين من الأسلحة في جمهورية الكونغو الديمقراطية، باستثناء العسكريين وأفراد الشرطة الذين أكملوا الدمج، والمعدات غير الفتاكة الموجهة للاستخدام الإنساني أو الوقائي. وطُلب من بعثة الأمم المتحدة في جمهورية الكونغو الديمقراطية مواصلة عمليات الرصد في مقاطعتي كيفو الشمالية وكيفو الجنوبية وإيتوري. وحث الأطراف في تلك المناطق على التقيد بنزع سلاح المقاتلين السابقين الأجانب والكونغوليين وتسريحهم وإعادة إدماجهم.
وفي الوقت نفسه، تمت دعوة بوروندي ورواندا وأوغندا ودول أخرى في منطقة البحيرات الكبرى الأفريقية لمراقبة الحركة الجوية ومنع تحليق الطائرات بما يخالف اتفاقية شيكاغو، بينما تراقب الحكومة الكونغولية المطارات في مقاطعات كيفو الشمالية وكيفو الجنوبية وإيتوري. وطُلب من الدول المجاورة للمقاطعات الثلاث زيادة الضوابط الحدودية.
وشدد القرار أيضا على أن الأفراد الذين حددتهم اللجنة يتصرفون في انتهاك للعقوبات سيتم تجميد أصولهم وفرض حظر سفر عليهم. واضطرت دول المنطقة إلى تقديم تقرير في غضون 45 يومًا عن التدابير التي اتخذتها لتنفيذ مطالب مجلس الأمن. وأخيراً، طُلب من الأمين العام كوفي عنان إعادة تشكيل فريق خبراء لرصد تنفيذ العقوبات لفترة حتى 31 تموز / يوليو 2005.

## روابط خارجية
- نص القرار في undocs.org